# ادونچر (۱۸۳۴)
ادونچر (۱۸۳۴) (به انگلیسی: Adventure (1834)) یک کشتی است که طول آن 10.51  m می‌باشد. این کشتی در سال ۱۸۳۴ ساخته شد.